# شوربة الكرشة
شوربة الكرشة (بالتركية: işkembe çorbası)‏ هي حساء/شوربة أو يخنة مصنوع من الكرشة (معدة بقرة أو حمل/ ضأن). تُعد هذه الشوربة علاجًا للخُمار على نطاق واسع (وليس عالميًا).

## الشرق الأوسط وجنوب شرق أوربة

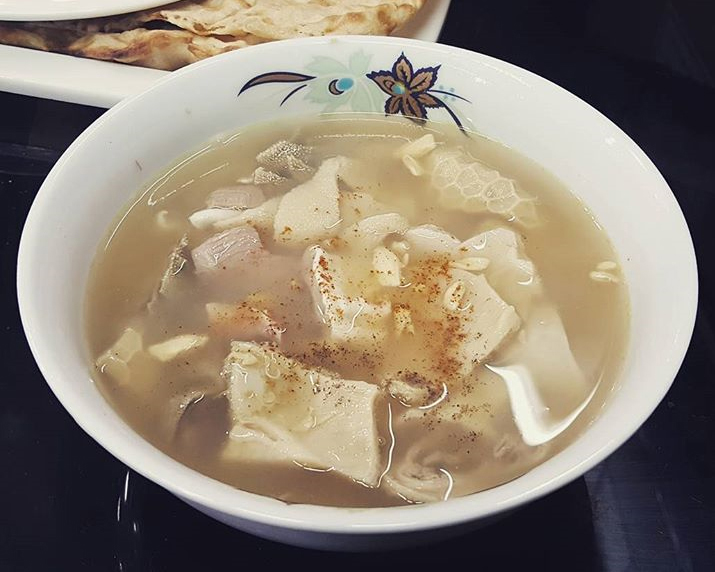
سيرابي

شوربة الكرشة هو طبق شائع في مطابخ البلقان وأوربة الشرقية والشرق الأوسط. يُعرف حساء الكرشة في المطبخ اليوناني باسم بَتساس. أما في المطبخ الإيراني فيُعرف باسم (بالفارسية: سیرابی) ويمكن صنعه إما من كرشة العجل أو البقر أو كرشة الضأن.

### بلغارية

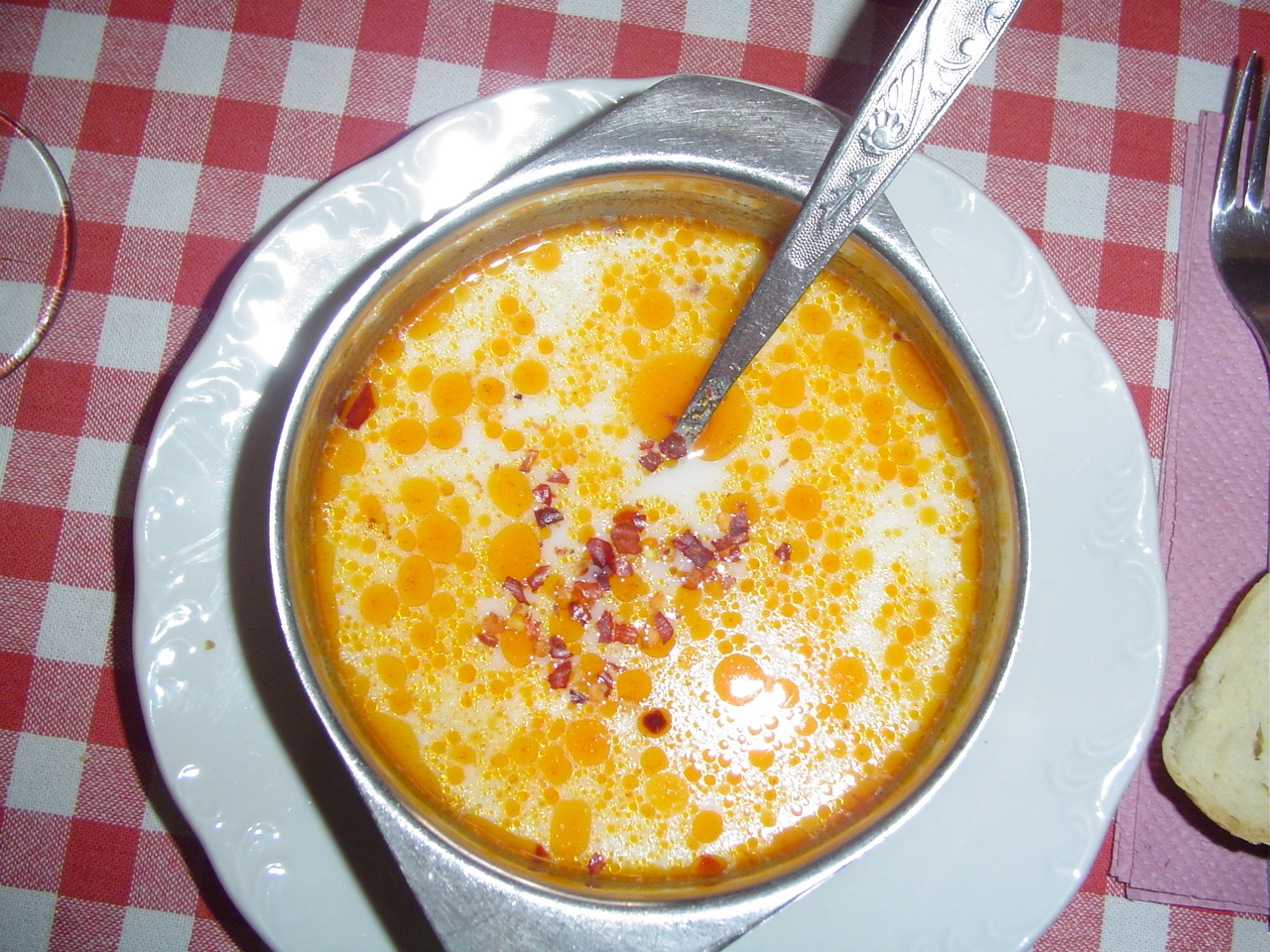
شربة إشكمبة البلغارية

تُسمى في بلغارية شربة إشكمبة ويصنع من لحم الخنزير الكامل أو لحم البقر أو كرشة الضأن مسلوقة لساعات قليلة ومقطعة إلى قطع صغيرة ثم تُعاد إلى المرق. الحساء متبل بالببريكة الحمراء، مقلي لمدة وجيزة ويغلب أن يضاف كم قليل من الحليب. يُقدم الحساء مع الثوم المهروس في الخل والفلفل الأحمر الحار. يوجد نوع من الحساء مع الامعاء بدلا من الكرشة.

### رومانية

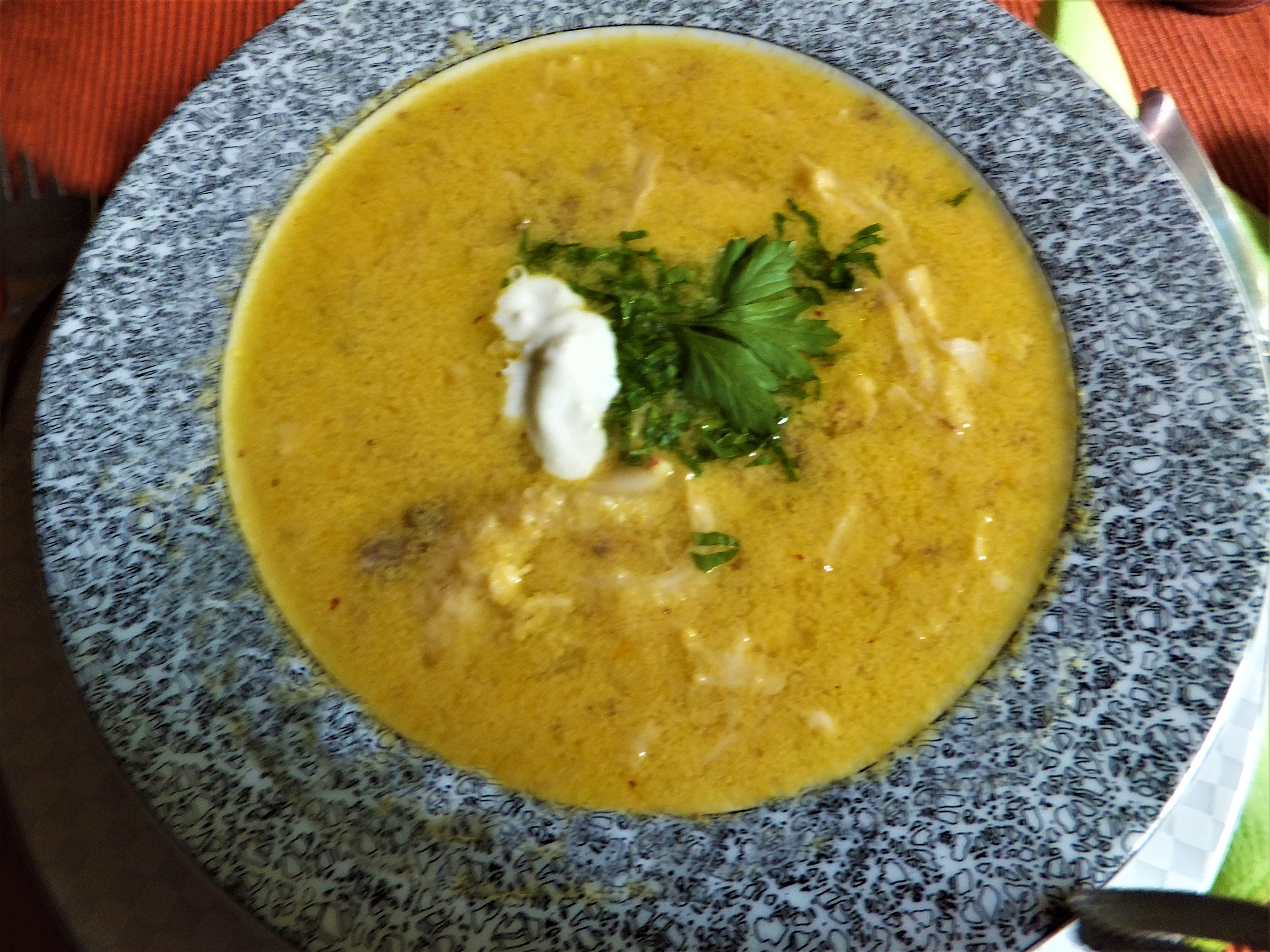
شوربة الكرشة الرومانية

تُكثف شوربة الكرشفة في رومانية بالدقيق والقشدة الحامضة عالية الدسم الطازجة والمُح، وملون بالجزر أو الفلفل المقلي المبشور، ومتبل بالخل والقشدة الحامضة عالية الدسم وثومية (مسحوق الثوم الممزوج بالزيت) تسمى مُجْدَيّ . قال الصحفي الروماني رادو أنطون رومان عنها: "يبدو هذا الطبق وكأنه مصنوع للسائقين السكارى ولكنه يحتوي على أكثر طرق التحضير تطوراً وطموحًا في جميع المأكولات الرومانية. فهي حامضة وحلوة ساخنة ومخملية دهنية ولكنها حساسة انتقائية وبسيطة في نفس الوقت.

### صربية
يتكون هذا الحساء في صربية من كرشة طازجة مطبوخة مع البصل والثوم والببريكة. عادة ما يتم تتبل بقديد الخنزير المقلي والمزيد من الثوم وأحيانًا تكون تُسمك بالدقيق. تطهى بعض أنواع بالحليب. يغلب أن يُضاف الثوم والخل والفلفل الحار توابلًا لها.

### تركية

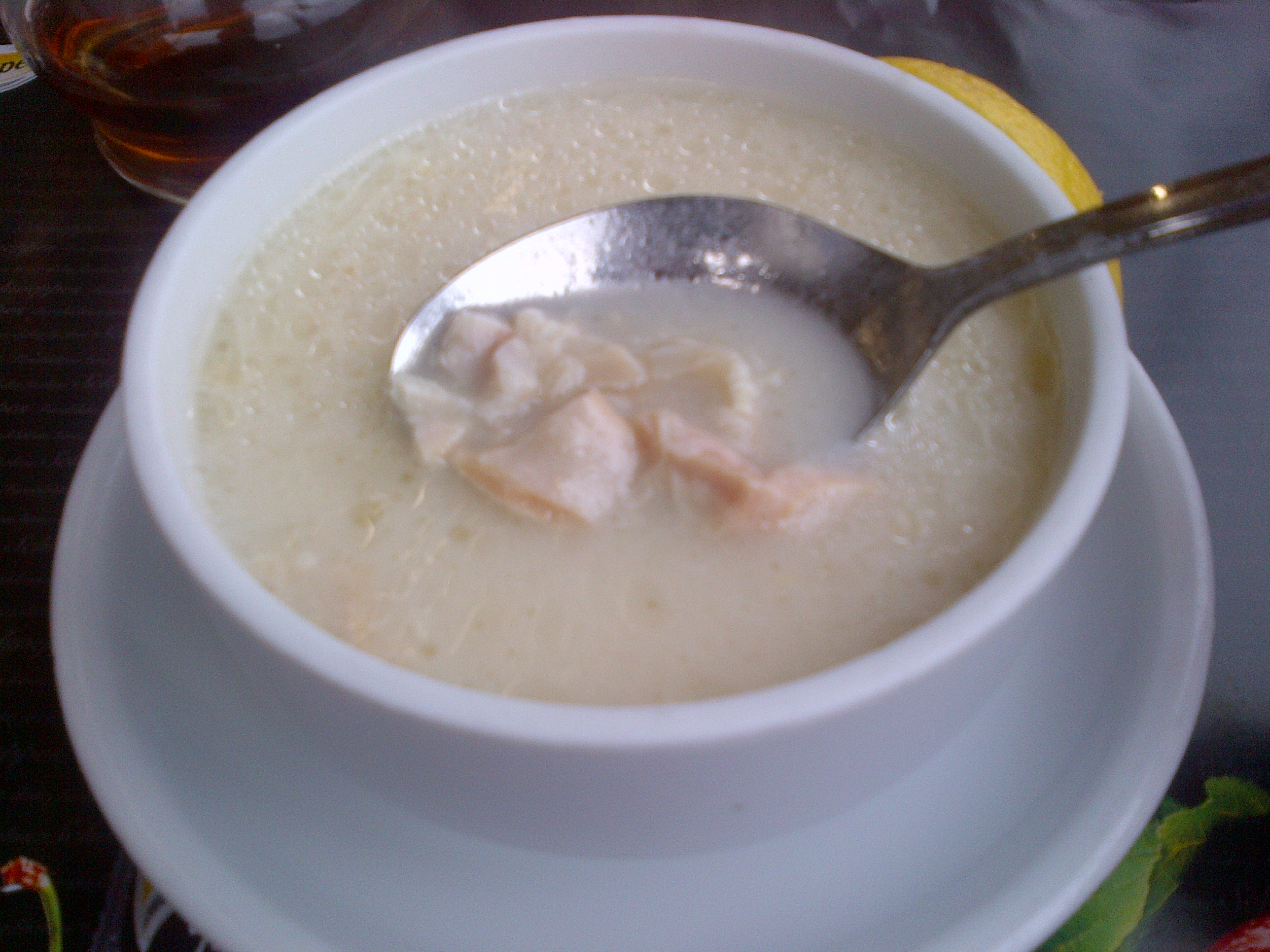
شوربة إشكمبة الصربية

تُصنع شوربة الكرشة في تركيا بشكل عام من معدة البقر وتؤكل مع صلصة الخل والثوم المضافة على المائدة أو مع إضافة خليط المح والليمون (يسمى تِربية ) في المطبخ بعد الطهي وقبل التقديم. نظر إليه، كما هو الحال في العديد من البلدان الأخُر، على أنه علاج للخُمار ويظهر في جميع قوائم طعام ليلة رأس السنة تقريبًا، وتقدم بعد منتصف الليل مباشرةً. كان هذا هو الحال منذ القرن التاسع عشر حيث شاع بين العثمانيين آنذاك أنه حساء يؤكل مباشرة بعد جلسة معاقرة خمر مثل الراكي.